# Frederick Parks
Frederick Parks est un boxeur anglais né le 11 mars 1875 et mort le 22 mai 1945 à Londres.

## Carrière
Il remporte aux Jeux olympiques d'été de 1908 à Londres la médaille de bronze dans la catégorie poids lourds. Après une victoire aux points face à Harold Brewer, Parks perd en demi-finale par KO au premier round contre Sydney Evans.

## Palmarès

### Jeux olympiques
- Jeux olympiques d'été de 1908 à Londres[1] (poids lourds)